# Sedlitz (Senftenberg)
Sedlitz, niedersorbisch Sedlišćo, ist ein Ortsteil der brandenburgischen Kreisstadt Senftenberg im Landkreis Oberspreewald-Lausitz. Bis zur Eingemeindung am 1. März 1997 war Sedlitz eine eigenständige Gemeinde, die vom Amt Großräschen verwaltet wurde.

## Lage
Sedlitz liegt in der Niederlausitz im Lausitzer Seenland zwischen dem Großräschener und dem Sedlitzer See, rund fünf Kilometer nordöstlich von Senftenberg und sechs Kilometer südöstlich von Großräschen. Die Gemarkung grenzt im Norden an Dörrwalde, im Nordosten an Allmosen und Bahnsdorf, im Osten an Lieske, im Südosten an Klein Partwitz, im Süden an Geierswalde und Kleinkoschen, im Südwesten an Senftenberg, im Westen an Reppist und im Nordwesten an Großräschen. Im Südosten grenzt Sedlitz zudem an den Freistaat Sachsen.
Sedlitz selbst liegt zwischen dem Großräschener und dem Sedlitzer See, zudem liegt der Partwitzer See teilweise auf der Gemarkung von Sedlitz. Nordwestlich des Ortes liegt der Fluss Rainitza. Auf der Gemarkung von Sedlitz liegen zudem die Fluren der devastierten Ortschaften Rosendorf und Sorno.

## Geschichte

### Etymologie
Der Name Sedlitz hat seinen Ursprung im sorbischen Wort *sedlišče („Wohnsitz, Siedlung“, vgl. niedersorbisch sedlišćo).

### Chronik

#### Anfänge bis zum Auffinden der Braunkohle
Sedlitz wurde 1449 erstmals urkundlich erwähnt. Die Geschichte der Ansiedlung reicht jedoch bis in das 12. Jahrhundert zurück. Im Zuge der deutschen Ostexpansion kam es zur Ansiedlung zwischen dem Flüsschen Rainitza und der Reppist-Raunoer Hochfläche. Der sorbisch geprägte Ort lag an einem Verbindungsweg, der von Senftenberg zur alten Zuckerstraße führte. Bis zum großen Brand im Jahre 1882 veränderte das Bauerndorf kaum seine Struktur. Landwirtschaft, Bienenzucht und Fischfang waren die Haupteinnahmequellen. Torf wurde im sumpfigen Umland als Brennstoff gewonnen. Die Einwohner Sedlitz waren im Amt Senftenberg zu verschiedenen Diensten verpflichtet. Sie mussten in der Winterzeit Küchenholz hauen und ins Amt fahren. Gemeinsam mit den Einwohnern von Jüttendorf mussten die Sedlitzer beim Bierbrauen helfen, acht Jüttendorfer Gärtner mussten die erste Pfanne füllen, drei Sedlitzer Gärtner waren zu anderen Handreichungen verpflichtet. Außerdem mussten die Sedlitzer mit auf die Schweine-, Wolfs- und Hasenjagd gehen.
Der Ort war bekannt für die Herstellung hölzerner sorbischer Bauernuhren, der sogenannten serbske zegarje.

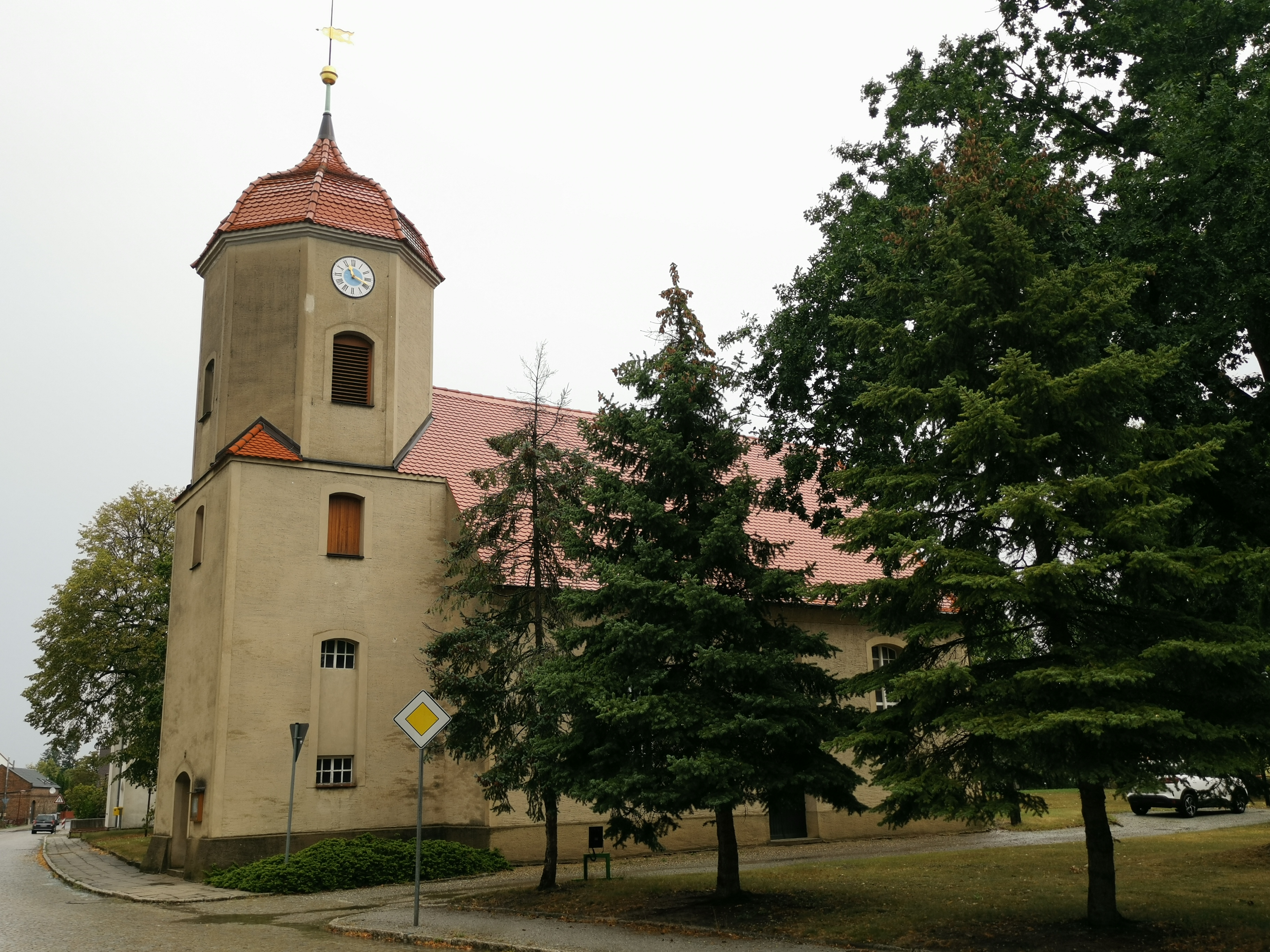
Dorfkirche Sedlitz

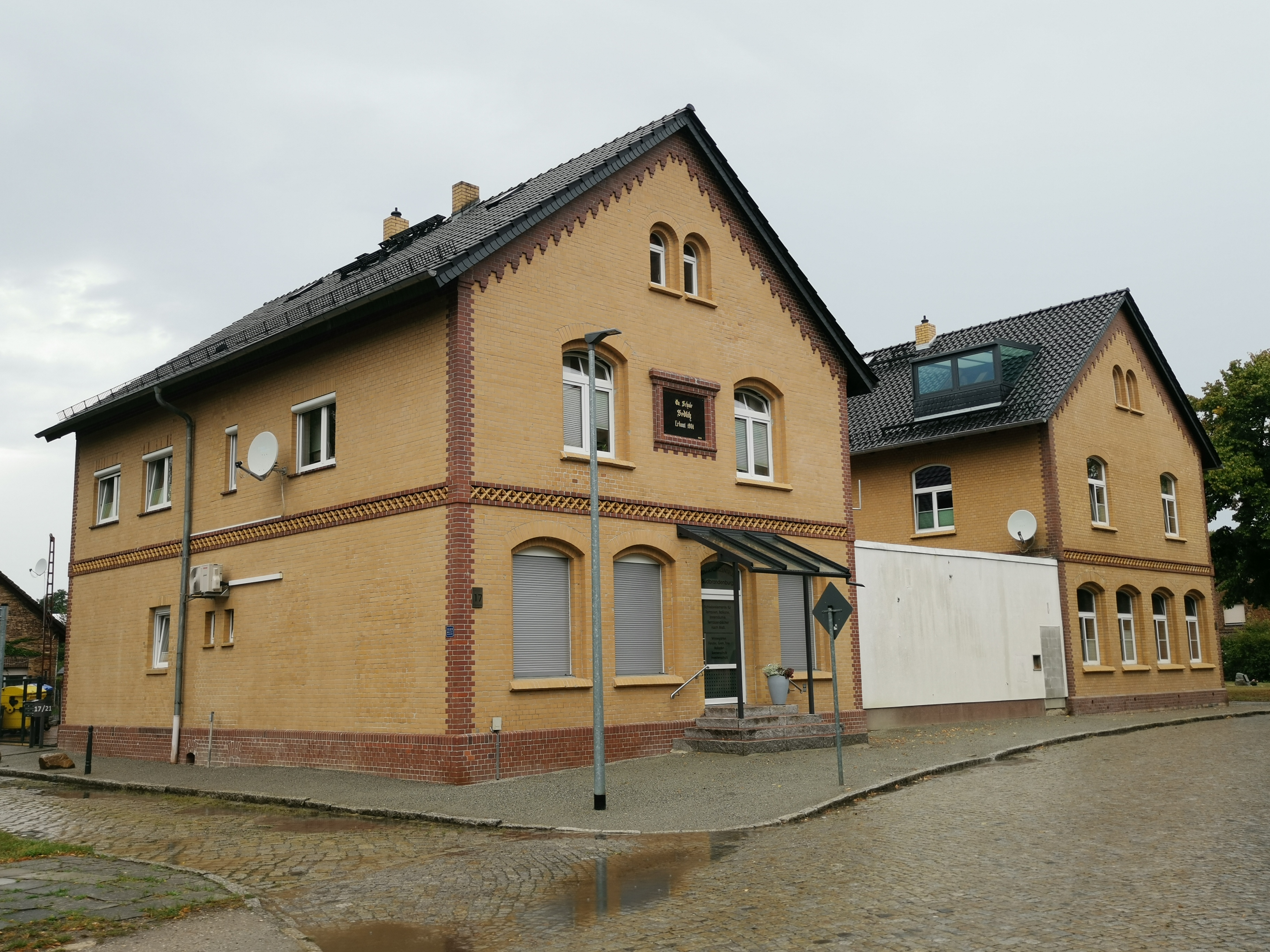
Alte Schule

Ab 1770 gab es in Sedlitz einen Schulbetrieb. Am 3. August 1823 wurde die Sedlitzer Dorfkirche eingeweiht, die pfarramtliche Betreuung fand bis zum Beginn des 20. Jahrhunderts durch Senftenberg statt. Im Jahr 1901 erhielt die Dorfschule ein neues Gebäude.

#### Ab dem Auffinden der Braunkohle
Der Abbau der Braunkohle ab dem Beginn des 20. Jahrhunderts veränderte das Leben im Ort. An der Grube „Anna-Mathilde“ entstand die gleichnamige Werkssiedlung. Diese Werkssiedlung war ein zweiter Ortskern, der industriell geprägt war. Durch den Bau von Bergarbeiterwohnungen stieg die Einwohnerzahl von 500 im Jahr 1850 auf fast 3000 im Jahr 1940. Um den Ort entstanden Tagebaue. Durch den Tagebau Sedlitz (Tagebau Tatkraft), die ehemalige „Grube Ilse-Ost“ der Ilse Bergbau AG kam es zu einer ersten Teildevastierung des Ortes in den Jahren 1962/1963. Dieser Tagebau stellte die Kohleförderung im Jahr 1978 ein. Zur gravierenderen Devastierung kam es durch den Tagebau Meuro in den Jahren 1986/1987. Die ehemalige Waldrandsiedlung und der Ortsteil Sedlitz-West (Anna-Mathilde) mussten dem Bergbau weichen. 685 Einwohner wurden umgesiedelt.
Die Tagebaurestlöcher wurden nach dem Abbau der Braunkohle für die landwirtschaftliche Nutzung rekultiviert, die Kippenflächen aufgeforstet oder in Seen wie zum Beispiel den Sedlitzer See umgewandelt. Der Sedlitzer See erhält schiffbare Kanäle zum Geierswalder See über den Sornoer Kanal und über den Rosendorfer Kanal zum Partwitzer See und über den Ilse-Kanal zum Großräschener See.
Am 1. Januar 1973 wurde der devastierte Ort Sorno nach Sedlitz eingemeindet. Am 1. März 1997 wurde Sedlitz nach Senftenberg eingemeindet. Ortsvorsteher ist Steffen Philipp.

### Einwohnerentwicklung
| Einwohnerentwicklung in Sedlitz von 1875 bis 1996 | Einwohnerentwicklung in Sedlitz von 1875 bis 1996 | Einwohnerentwicklung in Sedlitz von 1875 bis 1996 | Einwohnerentwicklung in Sedlitz von 1875 bis 1996 | Einwohnerentwicklung in Sedlitz von 1875 bis 1996 | Einwohnerentwicklung in Sedlitz von 1875 bis 1996 | Einwohnerentwicklung in Sedlitz von 1875 bis 1996 | Einwohnerentwicklung in Sedlitz von 1875 bis 1996 | Einwohnerentwicklung in Sedlitz von 1875 bis 1996 | Einwohnerentwicklung in Sedlitz von 1875 bis 1996 |
| Jahr                                              | Einwohner                                         | Jahr                                              | Einwohner                                         | Jahr                                              | Einwohner                                         | Jahr                                              | Einwohner                                         | Jahr                                              | Einwohner                                         |
| ------------------------------------------------- | ------------------------------------------------- | ------------------------------------------------- | ------------------------------------------------- | ------------------------------------------------- | ------------------------------------------------- | ------------------------------------------------- | ------------------------------------------------- | ------------------------------------------------- | ------------------------------------------------- |
| 1875                                              | 532                                               | 1933                                              | 2950                                              | 1964                                              | 2772                                              | 1989                                              | 1030                                              | 1993                                              | 1109                                              |
| 1890                                              | 583                                               | 1939                                              | 2879                                              | 1971                                              | 2376                                              | 1990                                              | 979                                               | 1994                                              | 1099                                              |
| 1910                                              | 1722                                              | 1946                                              | 2972                                              | 1981                                              | 1834                                              | 1991                                              | 955                                               | 1995                                              | 1069                                              |
| 1925                                              | 2087                                              | 1950                                              | 3031                                              | 1985                                              | 1577                                              | 1992                                              | 1085                                              | 1996                                              | 1046                                              |

1880 waren 95,6 Prozent der Einwohner Sorben.

## Sehenswürdigkeiten

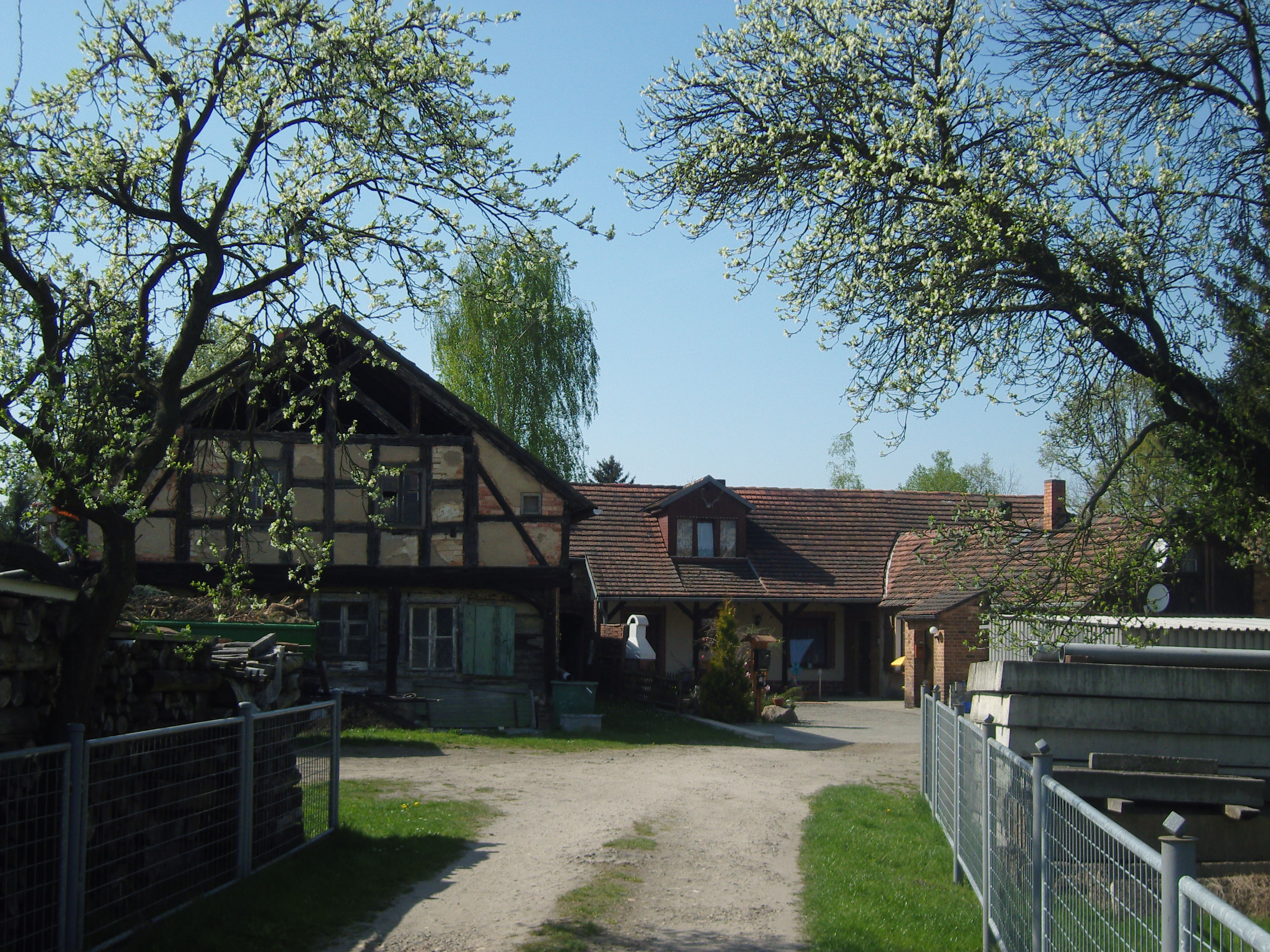
Denkmalgeschütztes Wohnhaus in der Senftenberger Straße

Gegenüber der Dorfkirche befindet sich die ehemalige evangelische Schule. Das Gebäude wurde auch durch den Rat der Gemeinde genutzt. Die Häuser in der Bahnhofstraße 10 und in der Senftenberger Straße 12 sind als Baudenkmale in Senftenberg eingestuft.
Im Südosten der Gemarkung von Sedlitz an der Grenze mit Kleinkoschen liegt am Sornoer Kanal der 2008 errichtete Aussichtsturm Rostiger Nagel. Im August 2024 wurde in Sedlitz ein 19 Meter hoher Kletterturm aus Sandstein-Imitat eröffnet.

## Verkehr

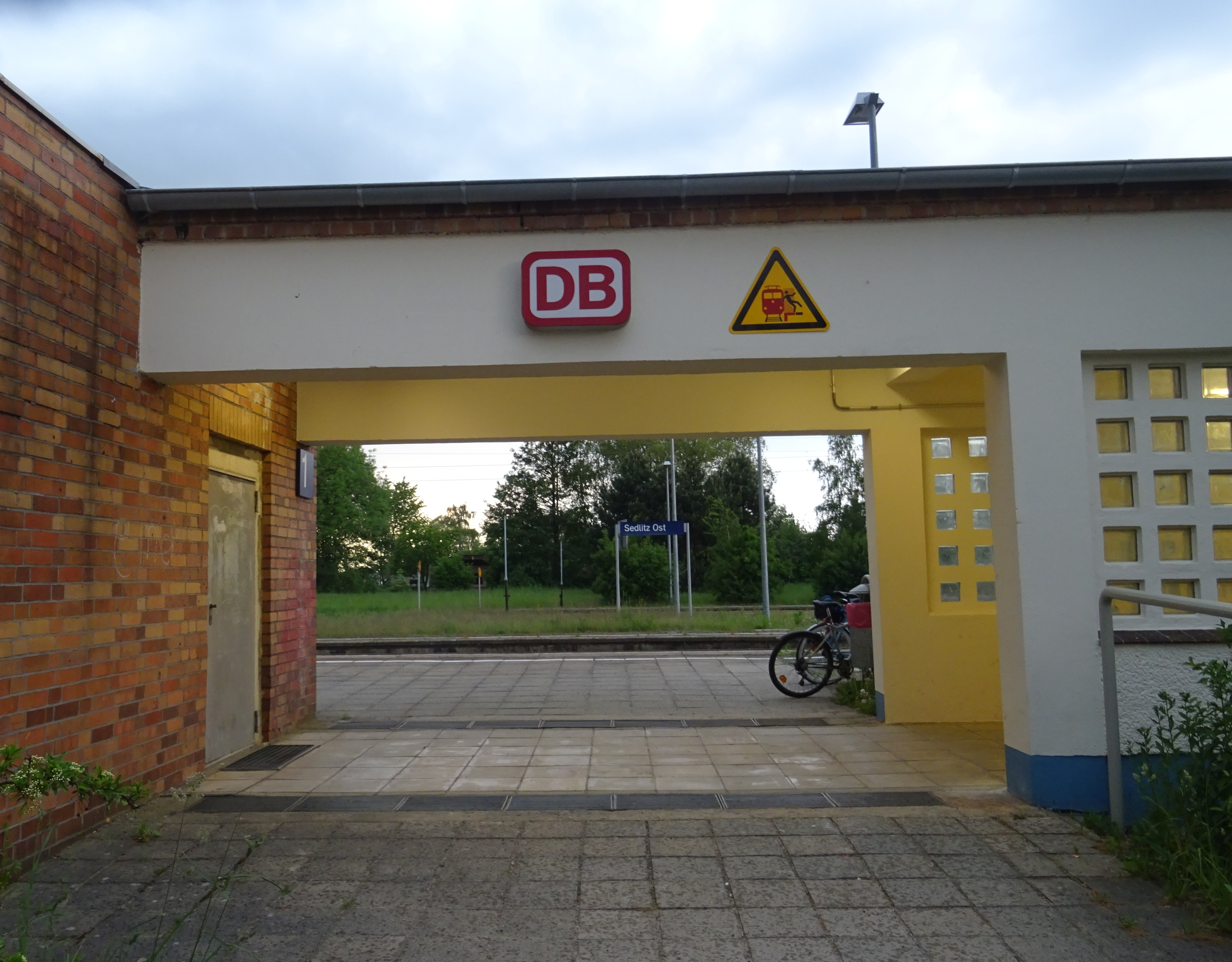
Zugang zum Haltepunkt Sedlitz Ost

Im Jahr 1870 erfolgte der Bau der Bahnstrecke Großenhain–Cottbus mit einer Haltestelle im benachbarten Bahnsdorf. Der heutige Haltepunkt Sedlitz Ost wurde erst 1920 eingerichtet. Er liegt ferner an der Bahnstrecke Lübbenau–Kamenz.
Durch den Ort führen die Bundesstraßen 96 und 169.

## Persönlichkeiten
- Gerhard Lukas (1914–1998), in Sedlitz geborener Historiker, Sportwissenschaftler und Hochschullehrer
- Schwester Magdalena Hartmann (1905–1997), Gemeindeschwester in Sedlitz und in Sorno. Sie durfte als Diakonisse kein Kriegswaisenkind adoptieren, tat es dennoch und wurde ausgeschlossen. Als freie Krankenschwester arbeitete sie dann weiter in Sedlitz.